# Euphorbia arahaka
Euphorbia arahaka es una especie de arbusto con porte arbóreo y tallos suculentos perteneciente a la familia Euphorbiaceae.

## Distribución y hábitat
Es endémica de Madagascar donde se encuentra en la Provincia de Toliara. Su hábitat natural son los bosques y matorrales secos tropicales y subtropicales y áreas arenosas. Está tratada en peligro de extinción por pérdida de hábitat.

## Taxonomía
Euphorbia arahaka fue descrito por Henri Louis Poisson y publicado en Recherches sur la Flore Méridionale de Madagascar 51. 1912.
Etimología
Euphorbia: nombre genérico que deriva del médico griego del rey Juba II de Mauritania (52 a 50 a. C. - 23), Euphorbus, en su honor – o en alusión a su gran vientre – ya que usaba médicamente Euphorbia resinifera. En 1753 Carlos Linneo asignó el nombre a todo el género.
arahaka: epíteto